# TA28 (水雷艇)
「TA28」はドイツ海軍の水雷艇。ジェノバで建造中であったイタリアのアリエテ級水雷艇「リゲル (Rigel)」をイタリアの降伏により1943年9月にドイツが捕獲したものである。
ジェノバのアンサルド社で建造。1942年7月15日起工。1943年5月22日進水。1944年1月23日就役。第10水雷群に編入された。
「TA28」は機雷敷設任務に12回、偵察任務に8回、陸上砲撃任務に3回従事した。
1944年2月1日から26日の間に、第10水雷群は4度の機雷作戦に従事し、MTBとの交戦も発生した（「TA28」の参加状況は不明）。2月16日から17日の夜、「TA28」と「TA23」「TA26」はチヴィタヴェッキアの南からラ・スペツィアの間に機雷100個とexplosive float125個を投下した。2月18から19日の夜、「TA28」、「TA24」、「TA27」でテヴェレ川河口の南への機雷敷設に向かい、途中イギリス駆逐艦と思われるものやMTBの攻撃を受けるも作戦は成功した。「TA28」はイギリス駆逐艦と思われるものからの攻撃で1発被弾したが不発であった。また、同月にはコルシカ島のバスティア砲撃作戦も実施され、「TA28」は3度参加した。3月2日未明、「TA28」と「TA24」はバスティア港を攻撃。砲撃と共に魚雷4本を発射した。
4月2日から26日にかけて「TA23」、「TA26」、「TA27」、「TA28」、「TA29」のうちの2隻による機雷敷設作戦が合計10回行われた。
7月6日から26日にかけて「TA24」、「TA28」、「TA29」は5回の機雷敷設や1回の沿岸砲撃などに従事した。7月25から26日と7月26日、「TA28」、「TA24」、「TA29」はマリーナ・ディ・ピサ・アルノ川河口間に対する砲撃作戦に従事。
9月4日、アメリカ軍によるジェノバ空襲により、ドック内で「TA28」は爆弾3発が命中して転覆。焼失全損となった。